# Río Cañas (México)
El río Cañas es un río costero de la vertiente del océano Pacífico de México.  Nace en la sierra de Huajicori, en el municipio de Huajicori, en el estado de Nayarit. Su longitud es de aproximadamente 50 km, 3/4 partes de su longitud sirven de límite entre los estados de Nayarit y Sinaloa, cruza por los municipios de Huajicori y Acaponeta en Nayarit, y Escuinapa en sinaloa.
Este río es uno de los 11 grandes ríos de Sinaloa, y uno de los 3 que no tienen embalse.
Su curso es muy irregular, debido a la abrupta orografía del lugar. Sólo un 1/3 de su longitud es navegable por pequeñas canoas.
En su transcurso se asientan las localidades de Las Pilas, La Concepción y Gabriel Leyva, en Sinaloa. Ya en Nayarit, pasa por La Bayona, El Tigre y desemboca en el estero de Teacapán, muy cerca de la localidad  de Valle de la Urraca.